# Västerås (commune)
Ne doit pas être confondu avec la ville de Västerås.
La commune de Västerås est une commune suédoise du comté de Västmanland. Environ 155 858 personnes y vivent (2021). Son chef-lieu se situe à Västerås.

## Localités principales
- Barkarö
- Dingtuna
- Enhagen-Ekbacken
- Hökåsen
- Irsta
- Kärsta och Bredsdal
- Kvicksund
- Munga
- Skultuna
- Tidö-Lindö
- Tortuna
- Västerås

## Administration

### Jumelages
La ville de Västerås est jumelée avec :
- Akureyri (Islande)
- Lahti (Finlande)
- Ålesund (Norvège)
- Randers (Danemark)
- Banja Luka (Bosnie-Herzégovine)
- České Budějovice (Tchéquie)
- Kassel (Allemagne)